# Камино Реал а Чиндуа (Сан Хуан Сајултепек)
Камино Реал а Чиндуа (шп. Camino Real a Chindúa) насеље је у Мексику у савезној држави Оахака у општини Сан Хуан Сајултепек. Насеље се налази на надморској висини од 2060 м.

## Становништво
Према подацима из 2010. године у насељу је живело 7 становника.

### Хронологија
| Година       | 2000       | 2005       | 2010 |
| ------------ | ---------- | ---------- | ---- |
| Становништво | 16 (8 / 8) | 12 (7 / 5) | 7    |

### Попис
| # | Индикатор                     | Вредност |
| - | ----------------------------- | -------- |
| 1 | Укупно домаћинстава           | 7        |
| 2 | Укупно насељених домаћинстава | 2        |
| 3 | Величина локације             | 1        |